# P1 Motorsport
P1 Motorsport is een Brits autosportteam dat opgericht werd in 1990 door Roly Vincini.

## Geschiedenis

### Formule 3
P1 Motorsport debuteerde in 1992 in het Britse Formule 3-kampioenschap met drie auto's. In hun debuutjaar eindigde zij als vijfde in het kampioenschap. Het volgende jaar reed het team als P1 Engineering, voordat zij aan het eind van het jaar het kampioenschap verlieten.
In 2003 keerde het team terug in de Britse Formule 3 als P1 Racing met één auto voor de Canadees Billy Asaro, die als vijftiende in het kampioenschap eindigde. In 2004 veranderde het team terug naar P1 Motorsport, met Adam Carroll en Ernesto Viso als coureurs. Carroll behaalde vijf overwinningen en eindigde als tweede in het kampioenschap achter Nelson Piquet jr. Viso verliet het team halverwege het seizoen en werd vervangen door Fairuz Fauzy.
In 2005 reed het team met Danilo Dirani en Salvador Durán als coureurs. Dirani won de eerste twee races van het seizoen en eindigde als zesde in het kampioenschap, terwijl Durán negen overwinningen behaalde in de nationale klasse en deze won. Aan het eind van het jaar stopte het team opnieuw met het kampioenschap.

### Formule Renault 3.5
In 2007 werkte P1 Motorsport samen met het Italiaanse Cram Competition in de Formule Renault 3.5 Series, racend als Cram by P1 Europe. Met Fairuz Fauzy en Pippa Mann als coureurs eindigde het team als elfde met drie podiumplaatsen.
Het team werd In 2008 officieel omgedoopt tot P1 Motorsport en Giedo van der Garde kwam het team versterken naast Mann. Van der Garde won vijf races en het kampioenschap, terwijl Mann met vijf punten als 25e eindigde. Het team eindigde als derde in het kampioenschap.
In 2009 reed het team met James Walker en Daniil Move als coureurs. Walker stond met vier races te gaan tweede in het kampioenschap, maar de aspiraties van het team namen een wending toen hun fabriek in brand vloog, waarbij het bijna alle bezitten vernietigde. Walker eindigde uiteindelijk als vijfde in het kampioenschap en Move als tiende, terwijl het team opnieuw derde werd in het teamkampioenschap.
In 2010 reed het team met Walter Grubmüller en Jan Charouz als coureurs. Brendon Hartley verving de geblesseerde Charouz tijdens de ronde op Silverstone. Omdat Hartley al 50 punten behaalde in de eerste zes ronden bij Tech 1 Racing, was hij de hoogst geklasseerde coureur op de tiende plaats, terwijl Grubmüller als zestiende en Charouz als achttiende eindigden en het team als elfde.
In 2011 waren Grubmüller en de terugkerende Move de coureurs voor het team, terwijl Adam Carroll de geblesseerde Grubmüller verving op de Hungaroring. Move eindigde het seizoen opnieuw als tiende, terwijl Carroll in zijn enige optreden een derde en een vierde plaats behaalde om als zeventiende te eindigen, één positie voor Grubmüller. Het team eindigde als zesde in het kampioenschap.
Grubmüller en Move reden in 2012 en 2013 opnieuw voor het team. Ze eindigden respectievelijk als veertiende en zeventiende in het kampioenschap met allebei één podiumplaats. Het team zelf eindigde als elfde in het kampioenschap.
In 2013 reed het team met Matias Laine en Will Stevens als coureurs. Na het eerste raceweekend op het Autodromo Nazionale Monza werd het team overgenomen door Strakka Racing. Stevens eindigde het seizoen met vijf podiumplaatsen als vierde, terwijl Laine als 23e het kampioenschap afsloot. Vanaf 2014 wordt P1 in de Formule Renault 3.5 volledig overgenomen door Strakka.